# Computer Bild
Computer Bild – niemieckie czasopismo poświęcone tematyce komputerowej. Wychodzi jako dwutygodnik. Jego pierwszy numer ukazał się w 1996 roku. Polskojęzyczny odpowiednik to Komputer Świat.
Nakład czasopisma wynosi 153 tys. egzemplarzy. Jego wydawcą jest Axel Springer SE.